# De audibilibus
Il De audibilibus (in greco Περὶ ακουστῶν; Latinoː De audibilibus) è un'opera che in precedenza era stata attribuita ad Aristotele e attualmente riconosciuta come spuria.

## Struttura
La versione pervenutaci è composta da lunghi estratti inclusi nel commento di Porfirio agli Armonica di Tolomeo ed è, quindi, parziale. 
Gli estratti riguardano la natura della produzione sonora, con i seguenti temiː "formazione e diffusione del suono; differenze dei suoni; i vari organi fonatori; funzioni, qualità e condizioni del polmone e della trachea; l’intelligibilità della voce; percezioni ottiche e acustiche; vari tipi di suono e di rumore; Il suono degli strumenti a fiato e a corda; le diverse qualità della voce e le loro cause".
L'estratto ora è generalmente considerata di Stratone di Lampsaco per la consonanza tra la teoria del suono che esso offre e quella attribuita dalle fonti al fisico greco. In effetti, i cinque capitoli, sulla scia di Stratone, analizzano la meccanica, più che la psicologia, del suono e in special modo di quello vocale, utilizzando i suoni prodotti da strumenti come semplice termine di paragone.